# Mediomastus warrenae
Mediomastus warrenae är en ringmaskart som beskrevs av Green 2002. Mediomastus warrenae ingår i släktet Mediomastus och familjen Capitellidae. Inga underarter finns listade i Catalogue of Life.